# Cevdet
Cevdet is een Turks mannelijke voor- en achternaam van Arabische oorsprong (zie: Jawdat) die "rijpheid, grootte; foutloos".
Mensen met de naam Cevdet zijn onder meer:

## Voornaam
- Cevdet Sunay (1899–1982), Turkse legerofficier en de vijfde president van Turkije
- Cevdet Yılmaz (1956), Turkse crimineel